# L-06A
docomo PRIME series L-06A（ドコモプライムシリーズ エル ゼロロク エー）は、LGエレクトロニクスによって開発された、NTTドコモの第三世代携帯電話（FOMA）端末である。docomo PRIME seriesの端末。日本の音声端末で初めてHSUPAで5.7Mbpsに対応した端末である。

## 概要
L-01Aの後継モデルで、海外メーカーおよびLG端末として初めておサイフケータイに対応しているのが特徴で、2009年夏モデルとして唯一でもあり、音声端末として日本で初めて最大送信5.7MbpsのHSUPAに対応している。Google関連ポータルサイトへ一発アクセスが可能な「Googleキー」が搭載されている。
またメインディスプレイは3.0インチに大型化し、ワイドVGAになり、日本向けのLG端末では初めての例となった。
画面は感圧式のタッチパネルが搭載され、タッチすると軽い振動がする。タッチパネルを使い、電話の発着信やメールの送受信、ブラウザの操作など、本体を閉じたまま操作することができる。
他に着もじ、WMA、ビデオクリップにも対応しL-01Aから大幅に機能が追加され海外メーカーでありながら日本でよく使われるの機能やサービスが利用出来るようになっている。ただし、ドコモが発表した新サービスを始め、iアプリタッチ、2in1など多少のサービスには非対応である。

## 特徴
- 送信時最大5.7Mbps、受信時最大7.2MbpsのFOMAハイスピードの音声型端末でのHSUPAに初対応の機種となる。そのため受信だけでなく送信においても大容量ファイルをストレスなく送信が可能となる。なおHSUPAの機能を生かし、動画や高画質の写真データを直接GoogleのサービスであるYouTubeやPicasaへアップロードして友達や家族と共有できる。
- 日本語、英語だけでなく、韓国語も表示可能となっている。また韓国語で作成した国際SMS送受信も可能。L-01AやL-06A同士でも韓国語のメールの送受信が可能。
- 顔検出機能を使って、撮影した写真に様々な加工を施せる「おもしろフェイス撮影モード」機能が搭載されている。
- メインディスプレイにタッチパネルを採用し、テンキーと合わせて操作をすることが可能となっている。
- 写真に手書きで絵や文字を書き込むことができ、それをメールで送れたり、手書きのプロセスをAdobe Flashで再生することもできる「モーションお絵かき」機能を搭載している。
- 搭載カメラはシュナイダー・クロイツナッハ認定5.1メガピクセルオートフォーカス。このモデルから姉妹機であるL-04Aと共にShneider社のロゴマークが大きく表示されている。

| 主な対応サービス                   | 主な対応サービス                                                    | 主な対応サービス                       | 主な対応サービス                                       |
| ---------------------------------- | ------------------------------------------------------------------- | -------------------------------------- | ------------------------------------------------------ |
| タッチパネル                       | FOMAハイスピード7.2Mbps(受信)／5.7Mbps(送信)                        | Bluetooth                              | DCMX／おサイフケータイ                                 |
| iアプリオンライン／地図アプリ      | 直感ゲーム／メガiアプリ                                             | iウィジェット                          | マチキャラ／iコンシェル                                |
| ホームU／ポケットU                 | GPS／ケータイお探し                                                 | デコメール／デコメ絵文字／デコメアニメ | iチャネル                                              |
| 着もじ／プッシュトーク             | テレビ電話／キャラ電                                                | 電話帳お預かりサービス                 | フルブラウザ                                           |
| おまかせロック／バイオ認証         | 外部メモリーへiモードコンテンツ移行／ユーザーデータ一括バックアップ | トルカ                                 | iC通信／iCお引越しサービス                             |
| きせかえツール／ダイレクトメニュー | バーコードリーダ／名刺リーダ                                        | 2in1                                   | エリアメール／ソフトウェアーアップデート自動更新       |
| GSM／3Gローミング（WORLD WING）    | 着うたフル／うた・ホーダイ                                          | Music&Videoチャネル／ビデオクリップ    | デジタルオーディオプレーヤー(AAC)(SDオーディオ)、(WMA) |

1. ↑  文書ファイルは非対応

### プリインストールiアプリ
| アプリ名                    | 概要                                                                                           |
| --------------------------- | ---------------------------------------------------------------------------------------------- |
| Mingle Mangle               | パズルゲーム                                                                                   |
| Sudoku Cafe                 | パズルゲーム                                                                                   |
| Gガイド番組表リモコン       | 地上デジタル・地上アナログ・BSデジタルのテレビ番組表とAVリモコン機能がひとつになったiアプリ    |
| モバイルGoogleマップ        | Googleマップのアプリ。GPSを使った道案内、経路検索、 衛星写真、ストリートビューなどを利用できる |
| iD設定アプリ                | おさいふケータイクレジット決済サービスiDの設定アプリ                                           |
| DCMXクレジットアプリ        | NTTドコモが提供するおさいふケータイクレジットDCMXの設定アプリ                                  |
| FOMA通信環境確認アプリ      | FOMAハイスピードエリアを利用できるかを確認することができるiアプリ                              |
| モバイルSuica登録用iアプリ  | モバイルSuica契約用のiアプリ                                                                   |
| iアプリバンキング           | モバイルバンキングを簡単に利用するためのアプリ                                                 |
| マクドナルド トクするアプリ | 日本マクドナルドのかざすクーポンなどを利用するためのアプリ                                     |
| 楽オクアプリ                | 楽天オークション用のアプリ                                                                     |

#### Googleに特化したアプリ
画面下か受話口下にあるGoogleキーを押すと、以下のGoogleアプリ（サービス）が表示され、利用することができる。Googleに特化している携帯電話であるが、Androidを採用しているわけではない。
- Gmail - PC用のGmailを利用することができる。
- ニュース
- 乗り換え案内
- Google Maps
- YouTube - 動画の閲覧、共有、アップロード
- picasa - 写真の閲覧、共有、アップロード

### ワンセグ機能
- マルチウィンドウ

## 歴史
- 2009年3月18日 - 技術基準適合証明（TELEC）通過。
- 2009年4月14日 - 電気通信端末機器審査協会（JATE）通過。
- 2009年5月12日 - 連邦通信委員会（FCC）通過。
- 2009年5月19日 - F-08A・F-09A・N-06A・N-07A・N-08A・N-09A・P-07A・P-08A・P-09A・P-10A・SH-05A・SH-06A・SH-07A・L-04A・L-06A・HT-03A・T-01Aの開発を発表。
- 2009年9月9日 - 発売。

## その他
CMに蒼井優を採用し、LG Japanモデルとしてアピールを行っている。